# Marysville (Califórnia)
Marysville é uma cidade localizada no estado americano da Califórnia, no condado de Yuba, do qual é sede. Foi incorporada em 5 de fevereiro de 1851.

## Geografia
De acordo com o United States Census Bureau, a cidade tem uma área de 9,3 km², onde 9 km² estão cobertos por terra e 0,3 km² por água.

### Localidades na vizinhança
O diagrama seguinte representa as localidades num raio de 16 km ao redor de Marysville.

## Demografia
Segundo o censo nacional de 2010, a sua população é de 12 072 habitantes e sua densidade populacional é de 1 347,12 hab/km². É a cidade mais populosa e densamente povoada do condado de Yuba. Possui 5 196 residências, que resulta em uma densidade de 579,82 residências/km².